# Hatojama Jukio
Hatojama Jukio (japánul: 鳩山 由紀夫, nyugaton: Yukio Hatoyama) (Tokió, 1947. február 11. –) japán demokrata párti politikus, parlamenti képviselő, pártjának korábbi elnöke, Japán volt miniszterelnöke.

## Fiatalkora
Hatojama Tokióban született. A Tokiói Egyetemen és a Stanford Egyetemen szerzett mérnöki doktori címet.

## Politikai pályája
Az 1986-os japán parlamenti voksoláson Hatojamát Hokkaidó prefektúra 9. választókerületének képviselőjévé választották a LDP színeiben. 1993-ban elhagyta az LDP-t és három társával új pártot alapított. Később kilépett a pártból és testvérével, Hatojama Kunióval, és létrehozta a Demokrata Pártot (DPJ). Kunio később visszatért az LDP-hez, mivel úgy gondolta, hogy a párt túlságosan balra kanyarodott az eredeti irányultságától. Jukio megmaradt a Demokrata Párt tagja.
Három éven keresztül, 1999 és 2002 között, Hatojama a DPJ elnöke és ezzel a japán országgyűlési ellenzék vezetője volt. 2002-ben zűrzavar támadt a DPJ és Odzava Icsiró Liberális Pártjának összeolvadása körül, ezért a felelősséget magára vállalva Hatojama lemondott. Mielőtt Odzava akkori pártelnök lemondása után ismét visszakerült volna a párt élére, a párt második embere, főtitkár volt. Odzava 2009. május 11-én mondott le, Hatojamát öt nappal később választották újra elnöknek.
A 2009-es japán parlamenti választásokon a Hatojama vezette DPJ elsöprő győzelmet aratott a több mint fél évszázadon át – 1993 és 1994 között mindössze egy tizenegy hónapos megszakítással – kormányzó LDP felett. 2009. szeptember 16-án Hatojamát a japán Országgyűlés mindkét háza megválasztotta miniszterelnöknek a távozó Aszó Taró helyére.

## Kormányzása

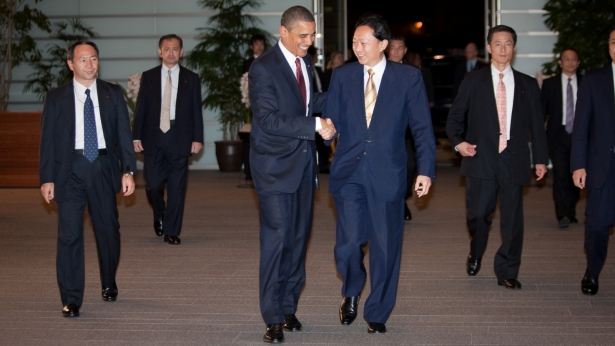
Hatojama a miniszterelnöki hivatal előtt Barack Obama amerikai elnökkel (Tokió, 2009. november)

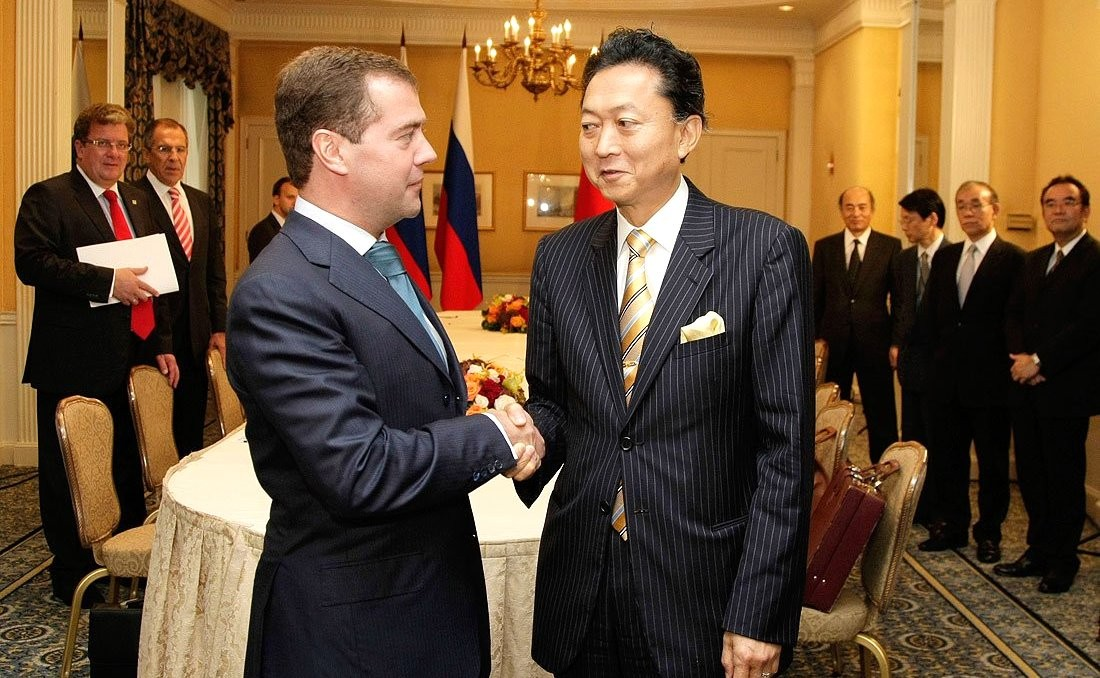
Hatojama találkozik Dmitrij Medvegyev orosz elnökkel (New York, 2009. szeptember)

Hatojama megválasztása után pár nappal máris első kormányfői külföldi útjára indult az Egyesült Államokba. Az ENSZ Közgyűlés előtt mondott beszédében ígéretet tett arra, hogy Japán 2020-ig negyedével csökkenteni fogja az üvegházhatású gázok kibocsátását. Látogatása alatt célzott arra is, hogy országa nem fogja meghosszabbítani az indiai-óceáni üzemanyag-ellátó küldetését, amellyel az Afganisztánban harcoló erőket segíti, hanem inkább segélyt fog folyósítani a közép-ázsiai országnak.
Hatojama kampányának egyik alappillére volt, hogy miniszterelnökként újratárgyalja az okinavai Futenma légibázis áthelyezéséről szóló, 2006-ban aláírt amerikai-japán egyezményt. A korábbi kétoldalú megállapodás alapján mindössze néhány helikopter-leszállóhelyet helyeztek volna át Okinaván belül, ezenfelül 8000 amerikai tengerészgyalogost az amerikai fennhatóságú Guamra. Hatojama azonban azt ígérte választóinak, hogy az egész bázist eltávolítja Japán területéről. Több hónapos vita után Hatojamának végül be kellett ismernie, hogy nem tudja megtartani szavát és a bázist Okinava egy kevésbé sűrűn lakott részére költöztetik. Hatojama ezután kénytelen volt meneszteni kormányából szociáldemokrata miniszterét, mert az nem támogatta a miniszterelnök döntését. Válaszlépésként a Szociáldemokrata Párt kihátrált a kormánykoalícióból.

## Családja
Hatojama neves politikus család sarja, amelyet gyakran neveznek a japán Kennedy családnak.
Nagyapja, Icsiró, miniszterelnök volt valamint az LDP alapítója és első elnöke. Kormányfőként újra felvette a diplomáciai kapcsolatot a Szovjetunióval, amely lépés megnyitotta Japán útját az ENSZ-tagság felé. Ícsiró, az édesapja, rövid ideig külügyminiszterként szolgált. Édesanyja, Jaszuko, a Bridgestone alapítójának lánya. Fivére, Kunio, az Aszó-kabinet belügyi és hírközlési minisztere volt.
Hatojama házas, felesége, Mijuki, akivel egyetemi tanulmányai alatt ismerkedett meg. Egyetlen fiuk, Kícsiró, jelenleg a Moszkvai Állami Egyetemen mérnöki vendégkutató.